# Девід Ковердейл
Девід Ковердейл (англ. David Coverdale, нар. 22 вересня 1951, Солтберн-бай-зе-Сі, Йоркшир, Англія, Велика Британія) — британський співак, автор пісень та музики, найзнаменитіший завдяки роботі в рок-гуртах Deep Purple та Whitesnake.

## Ранні роки
Девід Ковердейл народився 22 вересня 1951 року в глибокій англійській провінції — приморському йоркширському містечку Солтберн-бай-зе-Сі, що на півночі країни. Його батьки були власниками пабу, тому юний Девід змалечку мав доступ до музики різних стилів і зокрема популярного тоді рок-н-роллу. В шкільному віці Ковердейл стає фанатом рок-музики, слухає такі групи як The Yardbirds, The Pretty Things, The Kinks та Джимі Хендрікс.
Але музика не була єдиним захопденням Девіда — він серйозно займався мистецтвом та грецькою міфологією. Після закінчення Modern School округу Ханткліфф, Ковердейл вступив в художній коледж Green Lane міста Мідлсбро. Саме там у 1965 році він став учасником своєї першої групи — Vintage 67. Потім із шкільними друзями Девід заснував нову групу — Denver Mule. Попри те, що він уже навчився грати на гітарі, в гурті Девід співав.

Девід Ковердейл (третій справа) з групою Government

Невдовзі сім'я Ковердейла продала паб та перебралася до сусіднього містечка — Марске, але Девід більшість часу проводив у Мідлсбро, використовуючи будь-яку можливість для виступів. Часто він співав у складі гурту Magdalene і хоча гонорари від концертів були мізерні, але конче необхідні — Девіду потрібно було платити за навчання в коледжі. В цей час Ковердейл познайомився із своїм майбутнім колегою по Whitesnake — Мікі Муді. Власна група Ковердейла — Denver Mule виступала нерегулярно і розпалася восени 1968 року. Невдовзі, в листопаді 1968 року, його запрошують на роль вокаліста у достатньо успішний місцевий гурт The Skyliners, після чого він кидає навчання в коледжі і вирішує стати професійним музикантом, через що спочатку Девід постійно відчував брак коштів. 1969 року гурт змінив назву на Government і виступав по місцевим клубам, але особливого успіху не мав, хоча гурт у 1970 році став повністю професійним. Через постійну нестачу коштів, Девід спочатку влаштовується на денну роботу продавцем у бутік «36» міста Мідлсбро, але добиратися туди щодня із Редкару було важко і невдовзі він змінює місце роботи на бутік «Stride» міста Редкар. Ковердейл періодично співав разом з місцевими гуртами Rivers Invitation, Harvest.
На початку 1973 року утворює власний гурт квартет The Fabulosa Brothers, який, правда, довго не проіснував. Музиканти спромоглися записати декілька пісень у професійній студії, але звукозаписні компанії інтересу до гурту не виявили.

## Кар'єра в Deep Purple

### Входження в гурт
Тим часом, у іменитого хард-рок гурту Deep Purple, який тоді саме був на піку своєї популярності почалися кадрові проблеми. Через внутрішні суперечки, гурт 29 червня 1973 року залишили вокаліст Ієн Гіллан та бас-гітарист Роджер Гловер. На місце Гловера група прийняла Гленна Х'юза, а після того як Пол Роджерс відмовився стати вокалістом, музиканти вирішили взяти на цю роль невідомого співака. Було переглянуто декілька кандидатур із маловідомих груп, але потім менеджери помістили в газету анонімне оголошення без назви групи. Як згадував колишній менеджер групи Джон Колетта, було отримано близько 40 записів. Серед них і стрічка невідомого тоді Ковердейла. Попри дуже погану якість плівки, музиканти відразу ж виділили її з-поміж інших.

«Стрічка була жахливою, за винятком декількох відрізків, де він справді співав. Він видав декілька нот, які наштовхнули мене на думку — в цьому щось є».

(Ієн Пейс, барабанщик Deep Purple).

Навіть Блекмор не стримався і похвалив виконавця:

«Я не збираюся стверджувати, що він найкращий вокаліст у світі, але коли ми його почули, то подумали: Боже, наскільки він хороший!»

Ковердейла запросили на прослуховування, яке пройшло успішно і уже через тиждень його офіційно прийняли до групи. Якщо із голосом у Девіда не виникало ніяких проблем, то участь у одній із найпопулярніших груп світу вимагала радикальної зміни зовнішнього вигляду.
Джон Колетта, один із менеджерів гурту:
Він був косооким, вкритий прищами (можливо через те, що надмірно вживав рибу із смаженою картоплею)… Ми усунули косоокість, посадили на дієту, дали рекомендації як правильно харчуватися.
Девід змушений був змінити стиль свого одягу на стильніший, окуляри на контактні лінзи.
За згадками самого Ковердейла, перша зустріч з музикантами Deep Purple відбулася набагато раніше — 22 листопада 1969 року. На передконцертній перевірці апаратури тодішнього колективу Девіда — Government, в залі сиділи Джон Лорд та тільки-но прийняті до гурту Роджер Гловер та Ієн Гіллан. Лорд навіть взяв номер телефону у Ковердейла, обіцяючи йому, що якщо із Гілланом нічого не вийде, йому зателефонує.
В кінці серпня 1973 року менеджмент орендував замок Кліруелл, на кордоні Англії та Уельсу і гурт розпочав репетиції у новому складі. За згадками музикантів, та самого Ковердейла, в цей час він дуже нервував, і три дні не міг співати. Крім співу Девід мав писати тексти до пісень, що до цього робили Гіллан та Гловер. Маючи деякий досвід у творчості, Ковердейл у гурті мав писати тексти певної спрямованості. Блекмор хотів тексти із середньовічною містичною тематикою, що й відбилося пізніше на новому альбомі. Девід серйозно поставився до своїх зобов'язань, написавши по декілька варіантів слів до кожної пісні. Невдовзі, 23 вересня 1973 року відбулася перша офіційна прес-конференція гурту із новим складом у тому ж замку Кліруелл.
Але майже із самого початку в гурті намітився розкол. Гленн Х'юз, якого взяли на місце Гловера будучи бас-гітаристом, мав сильний голос. Кожен з них намагався стати ведучим вокалістом, що пізніше призводитиме до своєрідного намагання «перетягнути ковдру» на себе. Врешті-решт, музиканти змогли домовитись про розподіл вокальних партій. Здебільшого, Х'юз співав високі ноти та був бек-вокалістом, тоді як Ковердейл — балади та основний текст.

### Burn(1973— 1974)
3 листопада музиканти прибули до швейцарського Монтрьо, а 8 листопада приступили до запису нового альбому, який пізніше отримав назву Burn. Пізніше Ковердейл згадував, що Burn — його найулюбленіший альбом із усіх своїх робіт.

«То були непогані часи. Це дуже гарний альбом, не гірший, ніж два найвідоміших, які ми записали в складі Mark II…»

(Джон Лорд, клавішник Deep Purple)

Альбом гарно зустріли як критики так і фанати групи. Показовим критерієм успіху було те, що альбом, який вийшов у лютому 1974 року вже 20 березня став золотим у США, а 1 липня — у Великій Британії. Було відчутне зміщення звучання альбому в бік щось на зразок хард-рок-блюзу з фанковими та соуловими вкрапленнями.

Сценічний дебют Ковердейла відбувся 9 грудня 1973 року в Копенгагені. Це коротке європейське турне (5 концертів), на якому музиканти грали переважно новий матеріал, було дуже тепло зустрінуте фанатами та пресою. Але головним випробуванням Ковердейла стало американське турне весною 1974 року, апогеєм якого був виступ на фестивалі «California Jam» перед декількома сотнями тисяч глядачів. На думку барабанщика групи, Ієна Пейса, після турне по США Девід значно зріс професійно та став справжнім фронтменом: «Девід, якого ми привезли в Америку був четвертиною того Девіда, якого ми отримали після американського туру». Під час турне помер батько Ковердейла, який через концерти не зміг потрапити на похорони, через що дуже переживав.

У перерві між гастролями Ковердейл разом з деякими іншими музикантами взяв участь у новому проєкті Джона Лорда «Windows», презентація публіці якого відбулася 1 червня 1974 року. Після концерту, на вечірці Девід познайомився з Джулією Борковскі, з якою у нього зав'язався роман. Ковердейлу дуже швидко сподобався статус суперзірки, яким він користувався на любовному фронті, що стало причиною роздратування колег.

Також цього року Ковердейл узяв участь у ще одному проєкті екс-пеплівця Роджера Гловера — Butterfly Ball.

### Stormbringer(1974— 1975)
Під час роботи над наступним альбомом, який продовжував музичний напрям Burn і отримав назву Stormbringer, Річі Блекмор, який до того часу був музичним локомотивом гурту зменшив свій вплив, що дозволило втілити більше ідей новачкам — Ковердейлу та Х'юзу. Врешті-решт, на альбомі ще більше, ніж на попередньому стали відчутні фанкові та соулові нотки, що пізніше стане однією з причин, чому Блекмор покине гурт в червні 1975 року.. Альбом отримав статус золотого в Великій Британії та США.
Після виходу із гурту Блекмора, Лорд та Пейс вже почали вважати, що все скінчено, але Девід не бажав здаватися. Він порадив колегам звернути увагу на гітариста-віртуоза Томмі Боліна, якого невдовзі взяли до гурту.

### Come Taste the Band(1975— 1976)
Під час роботи над наступним альбомом, який отримав назву Come Taste the Band, Ковердейл став співавтором 7 з 9 пісень і брав активну участь у роботі загалом. В цей же час він остаточно свариться з Х'юзом, після того, як стер вокальну лінію останнього з пісні Dealer. Х'юз, в свою чергу, отримав союзника в особі Томмі Боліна, який і сам претендував на частину вокальних партій. Вони ще більше схиляли музику групи до фанку, роблячи її несхожою на все, що гурт робив до цього. В гурті поступово, але неухильно наростає криза.
Після цього Ковердейл став подумувати про запис свого сольного альбому. За рік, що пройшов після виходу Блекмора, Ковердейл був відсунутий Х'юзом та Боліном на другий план і він планував покинути Deep Purple: «Purple було моїм життям… З іншої сторони, мені хотілось його покинути». В січні 1976 року він вже домовився із своїм давнім знайомим, гітаристом Мікі Муді, про співробітництво.
Що стосується Deep Purple, то у порівнянні із попередніми альбомами, Come Taste the Band, продавався погано, концерти у Британії були зірвані неприйняттям публікою Томмі Боліна замість Річі Блекмора. Відразу ж після останнього виступу 15 березня 1976 року, Ковердейл заявив Лорду та Пейсу, що йде із групи. Ті наслідували приклад Девіда. Офіційно про розпад Deep Purple було оголошено 6 липня 1976 року.

## Сольна діяльність 1976— 1978
Після виходу з гурту Девід спочатку пробував приєднатися до інших груп, не відмовляючись від ідеї створення сольного альбому. Так у 1976 році він був на прослуховуванні в Uriah Heep, надходили пропозиції з інших груп, навіть, за словами Ковердейла, з Black Sabbath коли Оззі Озборн хотів її полишити у 1977 році. Також Девіда запрошували екс-колеги по Deep Purple — Лорд та Пейс у свій проєкт PAL. Але всі пропозиції він відхилив і поїхав у Мюнхен, Німеччина, записувати свій дебютний альбом, куди йому приїжджав допомагати Мікі Муді. Більшість пісень Ковердейл написав сам.
Альбом екс-вокаліста Deep Purple отримав назву White Snake і вийшов на початку 1977 року. Спродюсував його інший екс-пепловець — Роджер Гловер (як і наступний сольний альбом). І хоча на самому альбомі був напис «Голос Deep Purple», але за відсутності гарної рекламної кампанії та тура у його підтримку, альбом провалився на ринку. Було продано всього близько 2000 примірників. До того ж набирав популярність новий тоді жанр панк-рок, а дебютний альбом Ковердейла був витриманий у стилі старого блюз-року та хард-року і не міг похвалитися цілісністю (деякі композиції були створені ще у Deep Purple) та яскравими хітами.
Попри фіаско з першим альбомом, Девід не здався і у березні-жовтні розпочав роботу над новим, який отримав назву North Winds. Цей альбом вийшов цілісніший і як згадував Ковердейл, він став зачатком майбутнього стилю Whitesnake. Тоді ж Девід Ковердейл вирішив повернутися до активної концертної діяльності і почав збирати новий гурт. Альбом North Winds вийшов у продаж у квітні 1978 року, коли Ковердейл уже займався активною концертною діяльністю із новим гуртом. Альбом загалом чекала доля попередника, він не отримав належного успіху, що дуже розчарувало Девіда. Випуском цього альбому також завершилась діяльність лейблу Purple Records. Девід та його гурт Whitesnake почали працювати над новим, тепер уже спільним альбомом.

## ЕпохаWhitesnake
В січні 1978 року компанія «EMI» презентувала публіці нову групу — Whitesnake. Спочатку гурт виступав під назвами David Coverdale's Whitesnake (укр. Whitesnake Девіда Ковердейла) або David Coverdale's Band (укр. Гурт Девіда Ковердейла). Щоб не ризикувати та «зберегти обличчя» (як згадував пізніше Ковердейл), гурт вирішив спочатку виступати перед маленькими аудиторіями та в театрах. Першим справжнім виступом гурту став концерт в технічному коледжі міста Лінкольн на початку березня 1978 року. Ці декілька весняних виступів мали неабиякий успіх, всередині маленьких залів було менше людей, аніж надворі, що показало високий інтерес публіки до Ковердейла.

### Snakebite,Trouble(1978—1979)
Пісні для нової платівки, яка мала формат EP, були написані якраз перед дебютним туром, а запис гурт розпочав 7 квітня, завершивши роботу вже 13 квітня 1978 року. Таку оперативність Ковердейл пояснював не дуже зручними умовами запису на студії («Central Studios», Лондон). Продюсером нового альбому став знаменитий Мартін Бьорч (англ. Martin Birch), який мікшував усі альбоми Deep Purple починаючи із 1969 року, а останнім часом працював із гуртом Річі Блекмора, Rainbow.
Гурт зіграв декілька концертів і розпочав запис повноформатного альбому, який пізніше отримав назву Trouble. Музиканти записувались на тій же студії, де й попереднього разу, тому і цей альбом був швидко створений — за 10 днів. Через це Девід назвав його «найшвидше записаним альбомом». В континентальній Європі та США Snakebite вийшов у вигляді повноформатної платівки. До нього увійшли усі пісні із EP і 4 пісні з North Winds.
В червні 1978 року на прилавках магазинів з'являється Snakebite, який увійшов у список 100 найрозпродуваніших дисків Британії. В червні Whitesnake приступила до концертної діяльності: було декілька виступів у Нідерландах, Бельгії та Британії. У Лондоні Whitesnake були хедлайнерами виступів. У цей час до гурту приєднався екс-пепловець Джон Лорд, на місце колишнього клавішника Піта Соллі.
17 серпня 1978 року відбулася перша фотосесія гурту в новому складі. Цього ж дня Девід одружився з Джулією Боровскі.

## Дискографія

### зDeep Purple
- Burn (1974)
- Stormbringer (1974)
- Come Taste the Band (1975)

### Сольні альбоми
- Whitesnake (1977)
- Northwinds (1978)
- Coverdale/Page (1993)
- Into The Light (2000)

### зWhitesnake
- Snakebite (1978)
- Trouble (1978)
- Lovehunter (1979)
- Live at Hammersmith (1980)
- Ready an' Willing (1980)
- Live... In the Heart of the City (1980)
- Come an' Get It (1981)
- Saints & Sinners (1982)
- Slide It In (1984)
- Whitesnake (1987)
- Slip of the Tongue (1989)
- Restless Heart (1997)
- Starkers in Tokyo (1997)
- LIVE In the Still of the Night (DVD/CD, z trasy 2004) (2006)
- Live: In The Shadow Of The Blues (2CD, z trasy 2005—2006) (2006)
- Good to Be Bad (2008)
- Forevermore (2011)